# Grb Falklandskih otoka
Grb Falklandskih otoka u upotrebi je od 29. rujna 1948. Na grbu se nalazi brod "Desire", brod s kojim je John Davis otkrio Falklandske otoke. Iznad štita nalazi se ovca, simbol ovčarstva. Ispod štita je traka s motom "Desire the Right"

## Također pogledajte
- Zastava Falklandskih otoka